# Ячменіхін Костянтин Михайлович
Ячменіхін Костянтин Михайлович (нар. 15 червня 1948, Баку) — доктор історичних наук, професор, завідувач кафедри всесвітньої історії.

## Біографія
Народився 15 червня 1948року у місті Баку (Азарбайджан) в родині військовослужбовця. 
1973 року закінчив історичний факультет Мордовського державного університету ім. М. П. Огарьова, після чого деякий час працював у Чернігівському міському комітеті комсомолу, закладах культури, рік провів на військовій службі у Підмосков'ї. 1978 р. на посаді вчителя історії Чернігівської середньої школи № 8 розпочалася його педагогічна діяльність; за сумісництвом викладав на історичному факультеті Чернігівського педінституту імені Т. Г. Шевченка. 
1982 р. К. М. Ячменіхін вступив до аспірантури Московського державного університету ім. М. В. Ломоносова, де почав готувати кандидатську дисертацію під керівництвом д.і.н. проф. кафедри історії Росії ХІХ — поч. ХХ ст. В. О. Федорова. 1986 р. він захистив кандидатську дисертацію на тему «Новгородські військові поселення: адміністративно-господарська структура (1816–1831)». 
Після закінчення аспірантури працював на кафедрі історії СРСР та УРСР Чернігівського педінституту імені Т. Г. Шевченка на посаді старшого викладача, а потім доцента. Важливим кроком творчої біографії К. М. Ячменіхіна стало перебування протягом 1991–1993 рр. в докторантурі Московського державного університету ім. М. В. Ломоносова. 
Підсумком тривалих студій стала докторська дисертація на тему «Військові поселення в Росії: адміністративно-господарська структура», яку він успішно захистив у квітні 1994 р. У 1993–1995 рр. К. М. Ячменіхін працював на кафедрі історії слов'ян, а з вересня 1995 року очолив кафедру всесвітньої історії Чернігівського педінституту імені Т. Г. Шевченка. Того ж року йому було присвоєно вчене звання професора. Значною популярністю користується спецсемінар К. М. Ячменіхіна з історії Росії ХІХ — поч. ХХ ст., у якому беруть участь студенти старших курсів, студенти магістратури, аспіранти й молоді викладачі. Під керівництвом К. М. Ячменіхіна підготовлено і захищено вісім кандидатських дисертацій; він є заступником голови спеціалізованої вченої ради К 79.053.01 у Чернігівському національному педагогічному університеті імені Т. Г. Шевченка та членом спеціалізованої вченої ради Д 64.051.10 у Харківському національному університеті імені В. Н. Каразіна.

### Сфера наукових інтересів
- політична та соціальна історія Росії ХІХ — поч. ХХ ст.